# Пирова победа
Пирова победа (на латински: victoria pуrrhica) е израз, който означава, че формално някой е победил или надделял за нещо, но като цяло за него резултатът е силно отрицателен, т.е. победата е постигната за сметка на твърде големи и изтощителни усилия, което е предпоставка за бъдещи поражения.
Изразът е свързан предимно с военната терминология, но се използва и в такива области като бизнес, политика, право, литература и спорт, за да опише победа след такава борба, която е пагубна за победителя.

## Произход
През 279 пр.н.е. епирският цар Пир печели победа над римляните в битката при Аскулум. Победата обаче му коства твърде много жертви и Плутарх казва, че след нея Пир възкликнал:
— Още една такава победа – и ние сме загубени! 
Според други източници, думите му са:
— Още една такава победа и ще се върна в Епир сам. 
Няколко години по-късно римляните побеждават Пир в битката при Беневентум, като го принуждават да сложи край на Пировата война и да се завърне в Епир.